# Tranvía de Seattle
El Tranvía de Seattle o Seattle Streetcar Network es un sistema de Tranvía de la ciudad de Seattle.
Actualmente el sistema cuenta con 2 líneas, la línea South Lake Union inaugurada en 2007 y la línea First Hill se inauguró el 23 de enero de 2016.
Ambas líneas ofrecen un servicio frecuente con coches que circulan cada 10-15 minutos todos los días salvo en horas nocturnas. 